# Sara Renner
Sara Renner (Golden, 10 de abril de 1976) es una deportista canadiense que compitió en esquí de fondo. 
Participó en cuatro Juegos Olímpicos de Invierno, entre los años 1998 y 2010, obteniendo una medalla de plata en Turín 2006, en la prueba de velocidad por equipo (junto con Rebecca Scott). Ganó una medalla de bronce en el Campeonato Mundial de Esquí Nórdico de 2005, en velocidad individual.

## Palmarés internacional
| Juegos Olímpicos   | Juegos Olímpicos      | Juegos Olímpicos  | Juegos Olímpicos     |
| Año                | Lugar                 | Medalla           | Prueba               |
| ------------------ | --------------------- | ----------------- | -------------------- |
| 2006               | Turín (Italia)        | Medalla de plata  | Velocidad por equipo |
| Campeonato Mundial |                       |                   |                      |
| Año                | Lugar                 | Medalla           | Prueba               |
| 2005               | Oberstdorf (Alemania) | Medalla de bronce | Velocidad individual |